# Hasanuddin-Universität
Die Hasanuddin-Universität, kurz Unhas, ist die größte Universität Indonesiens und befindet sich in der Stadt Makassar. Sie liegt auf einem großen Campusgelände im Norden der Stadt. Ein Teil der Universitätsräume befindet sich auf der Insel Sulawesi.

## Organisation
Die Leitung obliegt einem Rektorat, dem neben dem Rektor vier Vizerektoren angehören.
Es gibt 14 Fakultäten auf einem Campus:
- Rechtswissenschaft
- Wirtschaftswissenschaften
- Landwirtschaft
- Viehwirtschaft
- Ingenieurwissenschaften
- Medizin
- Fischerei und Meereskunde
- Mathematik und Naturwissenschaften
- Sozial- und Politikwissenschaft
- Zahnmedizin
- Forstwirtschaft
- Literaturwissenschaften
- Pharmazie
- Gesundheitswissenschaften